# Île Moa
Pour les articles homonymes, voir Moa.
L'île Moa (appelée aussi île de Banks) est une île située à environ 40 km au nord de l'île Thursday dans le Queensland, en Australie. 
Elle fait partie des îles du détroit de Torrès, c'est la deuxième en superficie.
L'île comporte deux villages, Kubin et St. Pauls, reliés par une route. Kubin, situé au sud-ouest de l'île, dispose d'un aérodrome.